# La Cañada, Huehuetoca
La Cañada, alternativt Barrio la Cañada är en ort i Huehuetoca kommun i delstaten Mexiko, Mexiko. Orten ligger väst om strax kommunens huvudort, Huehuetoca, i den centrala delen av landet. La Cañada tillhör Mexico Citys storstadsområde och hade 1 220 invånare vid folkmätningen 2010.